# جيري (لاعب كرة قدم)
جيري هو لاعب كرة قدم برازيلي في مركز الهجوم، ولد في 19 مارس 1978 في Pedra Branca, Ceará ‏ في البرازيل. لعب مع نادي أكويلا ونادي بورتيمونينسي.